# 日本学士院賞

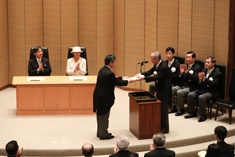
恩賜賞および日本学士院賞授賞式（2019年6月17日、日本学士院会館にて）

日本学士院賞（にっぽんがくしいんしょう, Japan Academy Prize）は、日本学士院が授与する1948年創設の賞。1911年に創設された帝国学士院賞（ていこくがくしいんしょう）を前身とする。

## 概要
日本の学術賞としては最も権威ある賞である。毎年9件以内授賞する。
日本学士院は、学術上特に優れた論文、著書その他の研究業績に対する授賞事業を行っている（日本学士院法第8条1項1号）。1947年の第37回まで名称は「帝国学士院賞」であった。本来は恩賜賞とは別個の賞であったが、1970年からは日本学士院賞の中から特に優れた各部1件乃至2件以内に恩賜賞も授賞されるものとなっている。
1911年11月12日、帝国学士院は三井家・岩崎家の寄付金により、帝国学士院賞を創設した。第1回授賞は1912年5月12日であった。

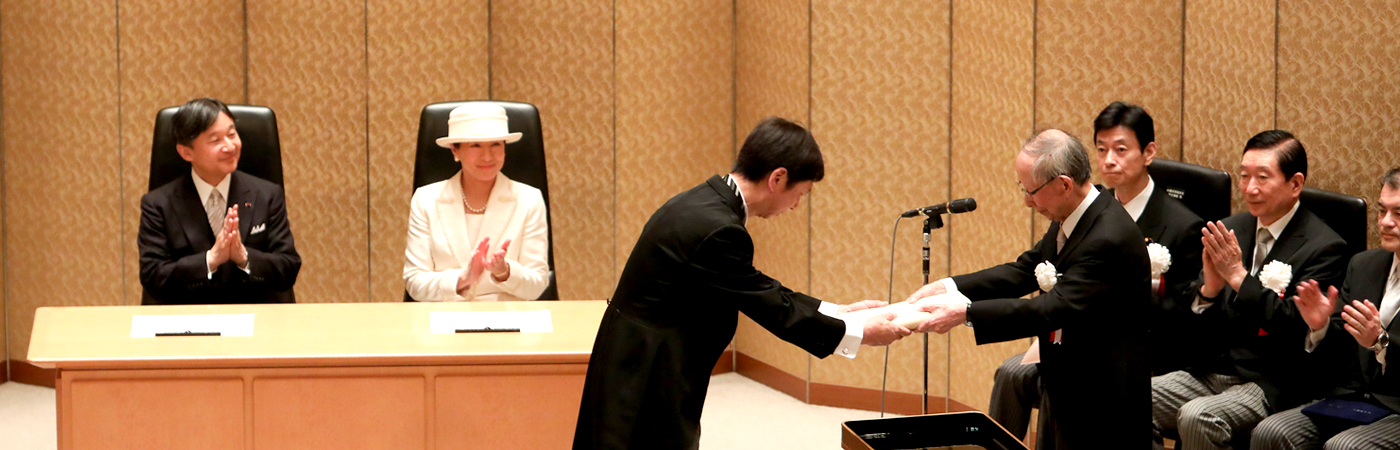
恩賜賞および日本学士院賞授賞式。今上天皇（奥左）、雅子皇后（奥右）臨席の下で日本学士院院長鹽野宏（手前右）が東京大学大学院工学系研究科教授、藤田誠（手前左）に恩賜賞と日本学士院賞を授与している（2019年6月17日、日本学士院会館にて）

## 受賞者

### 第1回（1911年/明治44年）
※受賞者なし（恩賜賞のみ）

### 第2回（1912年/明治45年）
- 高峰譲吉（工学博士・薬学博士） - 「アドレナリンの発見」

### 第3回（1913年/大正2年）
- 五島清太郎（理学博士） - 「外部寄生性吸虫類の研究」
- 近藤基樹 - 「軍艦の設計」
- 上坂熊勝 (医学博士）- 「脳神経起首の研究」:恩賜賞

### 第4回（1914年/大正3年）
- 竹添進一郎 - 「左氏会箋」
- 日下部四郎太（理学博士） - 「岩石の力学的研究」

### 第5回（1915年/大正4年）
- 金允植（子爵） - 「雲養集」
- 外山亀太郎（農学博士） - 「蚕の遺伝研究」

### 第6回（1916年/大正5年）
- 鳥潟右一（工学博士）・鯨井恒太郎・横山英太郎・北村政次郎 - 「無線電信電話に使用する電気振動間隙に関する研究」
- 本多光太郎（理学博士） - 「鉄に関する研究」

### 第7回（1917年/大正6年）
- 真島利行（理学博士） - 「漆の主成分に関する研究」
- 西川正治（理学博士） - 「スピネルの原子配置並に歪を受けたる物体のレントシェン線検査に関する研究」

### 第8回（1918年/大正7年）
- 桂田富士郎（医学博士・理学博士）・藤浪鑑（医学博士） - 「日本住血吸虫病の研究」
- 滝本誠一（法学博士） - 「日本経済叢書」（桂公爵記念賞）

### 第9回（1919年/大正8年）
- 高田忠周 - 「漢字の研究（古籀篇）」
- 山極勝三郎（医学博士）・市川厚一（獣医学博士） - 「癌腫の人工的発生研究」
- 石川登喜治 - 「満俺青銅其他の銅合金及び鋳鉄の鋳造に関する研究」

### 第10回（1920年/大正9年）
- 大村西崖 - 「密教発達志」
- 藤原咲平（理学博士） - 「音の移住伝播の研究」
- 早田文蔵（理学博士） - 「台湾植物の研究」（桂公爵記念賞）

### 第11回（1921年/大正10年）
- 松本彦七郎（理学博士） - 「蛇尾綱（クモヒトデ）の研究」
- 俵国一（工学博士） - 「日本刀の研究」
- 田原良純（薬学博士） - 「河豚の毒素の研究」（桂公爵記念賞）

### 第12回（1922年/大正11年）
- 清野謙次（医学博士） - 「生体染色法に就ての研究」
- 末広恭二（工学博士） - 「伝動軸の捩れ計の研究」

### 第13回（1923年/大正12年）
※受賞者なし（恩賜賞のみ）

### 第14回（1924年/大正13年）
- 左右田喜一郎（法学博士） - 「貨幣と価値並に経済法則の論理的性質」
- 川村麟也（医学博士） - 「類脂肪体の研究」
- 鈴木梅太郎（農学博士）・高橋克己 - 「副栄養素の研究」
- 木崎愛吉（元大阪朝日新聞社員[2]） - 「大日本金石史」（桂公爵記念賞）
- 広瀬治兵衛 - 「和鏡聚英 続和鏡聚英」（大阪毎日新聞東京日日新聞寄附東宮御成婚記念賞）
- 清水武雄 - 「放射線の研究に使用する膨張器の研究」（大阪毎日新聞東京日日新聞寄附東宮御成婚記念賞）
- 田代四郎助（医学博士） - 「炭酸発生並に炭酸の微量測定法に関する研究」（大阪毎日新聞東京日日新聞寄附東宮御成婚記念賞）

### 第15回（1925年/大正14年）
- 畑井新喜司 - 「白鼠に関する研究」
- 曽禰武（理学博士） - 「気体の磁気係数の測定」（大阪毎日新聞東京日日新聞寄附東宮御成婚記念賞）

### 第16回（1926年/大正15年）
- 石橋智信（文学博士） - 「メシア思想を中心としたるイスラエル宗教文化史」
- 桑原隲蔵（文学博士） - 「宋末の提挙市舶西域人蒲寿庚の事蹟」
- 元良信太郎（工学博士） - 「元良式船舶動揺制止装置の研究」
- 勝沼精蔵（医学博士） - 「オキシダーゼの組織学的研究」
- 密田良太郎（工学博士） - 「水銀避雷器の研究」
- 斎藤平吉（工学博士） - 「熱秤分析法の研究」（大阪毎日新聞東京日日新聞寄附東宮御成婚記念賞）
- 島薗順次郎（医学博士）・緒方知三郎（医学博士） - 「ヴィタミンB欠乏症に就ての実験的研究」（大阪毎日新聞東京日日新聞寄附東宮御成婚記念賞）
- 小松茂（理学博士） - 「数種の日本産植物に関する生物化学的研究」（大阪毎日新聞東京日日新聞寄附東宮御成婚記念賞）

### 第17回（1927年/昭和2年）
- 加藤元一（医学博士） - 「神経に於ける不減衰伝導に関する研究」
- 田中芳雄（工学博士） - 「本邦産石油の成分並に応用に関する研究」
- 中井猛之進（理学博士） - 「朝鮮植物の研究」（桂公爵記念賞）
- 村上武次郎（理学博士） - 「特殊鋼の物理冶金学的研究」（大阪毎日新聞東京日日新聞寄附東宮御成婚記念賞）
- 土肥慶蔵（医学博士） - 「黴毒の起源に就ての研究」（大阪毎日新聞東京日日新聞寄附東宮御成婚記念賞）

### 第18回（1928年/昭和3年）
- 高野辰之（文学博士） - 「日本歌謡史」
- 平賀譲（工学博士） - 「高速度艦船に関する研究」
- 近藤平三郎（薬学博士） - 「本邦産植物に含まるゝ数種のアルカロイドに関する研究」（大阪毎日新聞東京日日新聞寄附東宮御成婚記念賞）

### 第19回（1929年/昭和4年）
- 堀口由巳 - 「極東颱風論」
- 田辺尚雄 - 「東洋音楽の研究」
- 山上八郎 - 「日本甲冑の新研究」（桂公爵記念賞）
- 二木謙三（医学博士）・高木逸磨（医学博士）・谷口腆二（医学博士）・大角真八（医学博士） - 「鼠咬症の研究」（大阪毎日新聞東京日日新聞寄附東宮御成婚記念賞）
- 石原喜久太郎（医学博士）・太田原豊一（医学博士） - 「鼠咬症の実験的研究」（大阪毎日新聞東京日日新聞寄附東宮御成婚記念賞）

### 第20回（1930年/昭和5年）
- 小倉伸吉（理学博士） - 「瀬戸内海の潮汐及潮流に関する研究」
- 及川奥郎 - 「小惑星の発見」（大阪毎日新聞東京日日新聞寄附東宮御成婚記念賞）

### 第21回（1931年/昭和6年）
- 宇井伯寿（文学博士） - 「印度哲学研究（全六巻）」
- 増本量（理学博士） - 「強磁性元素及び其の合金の物理冶金学的研究」
- 三宅速（医学博士） - 「日本に於ける胆石症」

### 第22回（1932年/昭和7年）
- 平井毓太郎（医学博士） - 「本邦乳児に於て屢々見らるる脳膜炎様病症の原因に就ての研究」
- 会田龍雄 - 「メダカ体色遺伝の研究」
- 松山基範（理学博士） - 「重力偏差及岩石磁性に関する地球物理学的研究」（大阪毎日新聞東京日日新聞寄附東宮御成婚記念賞）
- 宇田新太郎（工学博士） - 「超短波長電波の研究」（大阪毎日新聞東京日日新聞寄附東宮御成婚記念賞）
- 菊池正士 - 「電子の廻折に関する研究」（メンデンホール記念賞）

### 第23回（1933年/昭和8年）
- 石本巳四雄（理学博士） - 「地動計測に関する研究」
- 草野俊助（理学博士） - 「壺状菌類の生活史に関する研究」（大阪毎日新聞東京日日新聞寄附東宮御成婚記念賞）
- 小口忠太（医学博士） - 「小口氏病の研究」（大阪毎日新聞東京日日新聞寄附東宮御成婚記念賞）
- 古武弥四郎（医学博士） - 「トリプトファーンの中間代謝に就ての研究」（大阪毎日新聞東京日日新聞寄附東宮御成婚記念賞）
- 野村博（理学博士） - 「生薑の辛味成分の研究」（大阪毎日新聞東京日日新聞寄附東宮御成婚記念賞）

### 第24回（1934年/昭和9年）
- 田所芳秋（理学博士） - 「耐火物に関する研究」
- 今裕（医学博士） - 「細胞の銀反応の研究」
- 日高孝次（理学博士） - 「湖海の水盆の振動及海流に関する海洋物理学的研究」（大阪毎日新聞東京日日新聞寄附東宮御成婚記念賞）
- 武居三吉（農学博士） - 「デリス根の有効成分ロテノーンの化学的構造に関する研究」（大阪毎日新聞東京日日新聞寄附東宮御成婚記念賞）
- 沢口悟一 - 「日本漆器の研究」（大阪毎日新聞東京日日新聞寄附東宮御成婚記念賞）

### 第25回（1935年/昭和10年）
- 海野三朗（理学博士） - 「鉄炭素系合金の比熱及び其の諸相の変化に伴う熱量に関する研究」

### 第26回（1936年/昭和11年）
- 移川子之蔵 - 「台湾高砂族系統所属の研究」
- 末永雅雄 - 「日本上代の甲冑」（大阪毎日新聞東京日日新聞寄附東宮御成婚記念賞）
- 冨田雅次（医学博士） - 「胎生化学に就ての研究」（大阪毎日新聞東京日日新聞寄附東宮御成婚記念賞）
- 星野敏雄（理学博士） - 「インドールの誘導体の合成的研究」（大阪毎日新聞東京日日新聞寄附東宮御成婚記念賞）
- 浅野三千三（薬学博士） - 「地衣脂肪酸並にプルヴィン酸系色素に関する研究」（大阪毎日新聞東京日日新聞寄附東宮御成婚記念賞）

### 第27回（1937年/昭和12年）
- 金平亮三（林学博士） - 「南洋委任統治領フロラの研究」（伯爵鹿島萩麿記念賞）

### 第28回（1938年/昭和13年）
- 水島三一郎（理学博士） - 「有機化合物の双極子説の実験的証明及び之れと分子構造との関係に就ての研究」
- 北里善次郎（理学博士） - 「サポゲニンの構造に関する研究」（大阪毎日新聞東京日日新聞寄附東宮御成婚記念賞）
- 清水多栄（医学博士） - 「胆汁酸の化学的及生理学的研究」（大阪毎日新聞東京日日新聞寄附東宮御成婚記念賞）
- 渡辺襄（理学博士） - 「光波長を規準とする基線測定に関する研究」（メンデンホール記念賞）

### 第29回（1939年/昭和14年）
- 久松潜一（文学博士） - 「日本文学評論史」
- 功力金二郎 - 「抽象空間の研究」
- 川瀬一馬 - 「古活字版之研究」（大阪毎日新聞東京日日新聞寄附東宮御成婚記念賞）

### 第30回（1940年/昭和15年）
- 有坂鉊蔵（工学博士） - 「兵器考」
- 斎藤茂吉（医学博士） - 「柿本人麿」
- 石田元季 - 「俳文学考説」
- 牧鋭夫（工学博士） - 「建染染料の合成に関する研究」
- 菊田多利男（理学博士） - 「鋳鉄の研究」

### 第31回（1941年/昭和16年）
- 岩生成一 - 「南洋日本町の研究」
- 石原忍（医学博士） - 「色神及色盲に関する研究」
- 尾形輝太郎（理学博士） - 「感光色素合成に関する研究」
- 中谷宇吉郎（理学博士） - 「雪に関する研究」

### 第32回（1942年/昭和17年）
- 茅誠司（理学博士） - 「強磁性結晶体の磁気的研究」

### 第33回（1943年/昭和18年）
- 藪田貞治郎（農学博士） - 「糸状菌の代謝生産物に関する生化学的研究」
- 田村憲造（医学博士）・石館守三（薬学博士）・木原玉汝（医学博士） - 「樟脳の強心作用の本態に関する研究」
- 仁田勇（理学博士） - 「化学構造のX線的研究」
- 菅沢重彦（薬学博士） - 「Dibenzo-chinolizin並にDibenzo-indolizin誘導体の合成研究」（大阪毎日新聞東京日日新聞寄附東宮御成婚記念賞）

### 第34回（1944年/昭和19年）
- 寺尾博（農学博士） - 「水稲冷害の生理学的研究」
- 小竹無二雄（理学博士） - 「蟇毒の化学的研究」
- 佐々木申二（理学博士） - 「化学反応の微細機構に関する研究」
- 落合英二（薬学博士） - 「芳香族複素環塩素に関する研究」
- 畠山久尚（理学博士） - 「地磁気湾形変化の研究」

### 第35回（1945年/昭和20年）
- 春日政治（文学博士） - 「西大寺本金光明最勝王経古点の国語学的研究」
- 飯盛里安（理学博士） - 「稀元素鉱物殊に放射性及発光性鉱物に関する研究」
- 真下俊一（医学博士） - 「循環器系疾患の機能検査」
- 金子彦二郎 - 「平安時代文学と白氏文集 句題和歌千載佳句研究篇」
- 亀山直人（工学博士）・牧島象二 - 「螢燐光体の研究」
- 木村健二郎（理学博士） - 「稀元素の地球化学的及分析化学的研究」
- 伊藤貞市（理学博士） - 「珪酸塩結晶構造の研究」
- 塩入松三郎（農学博士） - 「水田の化学的研究」（伯爵鹿島萩麿記念賞）
- 阿部正直（理学博士） - 「山雲及山の気流に関する研究」（伯爵鹿島萩麿記念賞）
- 宗宮尚行（工学博士） - 「金属中のガス定量法」（伯爵鹿島萩麿記念賞）

### 第36回（1946年/昭和21年）
- 平井金三郎（医学博士） - 「小児腸管内細菌による毒物生成の実験的研究」
- 小倉謙（理学博士） - 「羊歯植物の解剖学」

### 第37回（1947年/昭和22年）
- 土岐善麿 - 「田安宗武」
- 真島正市（工学博士） - 「高速衝撃破壊とこれに関連せる二三の現象」
- 田口泖三郎（理学博士） - 「トーキーフィルムによる日本語の音素研究」

### 第38回（1948年/昭和23年）
- 古賀逸策（工学博士） - 「圧電気振動子の性質解明並に水晶発振器及び時計に応用したる研究」
- 藤原武夫（理学博士） - 「任意の結晶方位を有するアルミニュム及び鉄単結晶の製作法とその物理的性質のX線的研究」
- 小谷正雄（理学博士）・朝永振一郎（理学博士） - 「磁電管の発振機構と立体回路の理論的研究」

### 第39回（1949年/昭和24年）
- 鈴木醇（理学博士） - 「超塩基性岩類並びにこれに附随する鉱床に関する研究」
- 久留勝（医学博士） - 「脊髄後角内に於ける痛温度覚伝導に関する細胞群の決定に関する研究」
- 正田建次郎（理学博士） - 「輓近の抽象代数学に於ける研究」
- 渡辺恵弘（工学博士） - 「船舶の動揺に関する研究」

### 第40回（1950年/昭和25年）
- 石川謙（文学博士） - 「古往来についての研究」
- 武田祐吉（文学博士） - 「万葉集校定の研究ならびにその万葉学における業績」
- 坂口謹一郎（農学博士） - 「本邦産醗酵菌類に関する研究」
- 正野重方（理学博士） - 「大気擾乱の研究」
- 名倉重雄（医学博士） - 「所謂骨端炎の研究」
- 長谷川万吉（理学博士） - 「地磁気日変化の解析的研究」
- 沼知福三郎（工学博士） - 「翼型のキャビテーション性能に関する研究」

### 第41回（1951年/昭和26年）
- 小西甚一 - 「文鏡秘府論考」
- 粟野頼之祐（バチェラー・オブ・アーツ、マスター・オブ・アーツ） - 「出土史料によるギリシア史の研究」
- 久保正幡 - 「サリカ法典」
- 岡潔（理学博士） - 「多変数解析函数に関する研究」
- 永田武（理学博士） - 「岩石の磁気的性質に関する地球磁気学的研究」
- 小林貞一（理学博士） - 「佐川造山輪廻とその日本群島の起源に対する意義」
- 小川鼎三（医学博士）・平沢興（医学博士） - 「錐体外路系に関する研究」

### 第42回（1952年/昭和27年）
- 有坂秀世（文学博士） - 「国語音韻史の研究」
- 山本達郎（文学博士） - 「安南史研究」
- 神川彦松（法学博士） - 「近代国際政治史」
- 鮫島実三郎（理学博士） - 「膠質学に関する研究」
- 坪井忠二（理学博士） - 「地殻の物理的性状に関する研究」
- 吉川秀男（理学博士） - 「昆虫類を材料とする遺伝生化学的研究」
- 大越諄（工学博士） - 「金属切削の研究」

### 第43回（1953年/昭和28年）
- 関靖（文学博士） - 「金沢文庫の研究」
- 山本忠雄（文学博士） - 「Growth and System of the Language of Dickens」
- 金倉円照（文学博士） - 「印度中世精神史」
- 野副鉄男（理学博士） - 「ヒノキチオール及びその関連化合物に関する研究」
- 桑田義備（理学博士） - 「染色体構造の研究」
- 成瀬政男（工学博士）・和栗明（工学博士）・中田孝（工学博士） - 「歯車に関する研究」
- 岩崎憲（医学博士） - 「アゾトメトリーの研究」

### 第44回（1954年/昭和29年）
- 根岸佶（経済学博士） - 「中国のギルド」
- 中山正（理学博士） - 「環論及び表現論に関する研究」
- 久野久（理学博士） - 「輝石に関する岩石学上の研究」
- 山下英男（工学博士）・小野勝次（理学博士）・佐藤亮策 - 「継電器式電気統計計算機の研究」
- 橋本春雄（農学博士）・田島弥太郎（農学博士） - 「家蚕における性決定に関する研究とその応用」
- 三田村篤志郎（医学博士） - 「日本脳炎の蚊による伝播についての研究」
- 本川弘一（医学博士） - 「脳電図の研究」

### 第45回（1955年/昭和30年）
- 金倉円照（文学博士）・山田龍城（文学博士）・多田等観・羽田野伯猷 - 「西蔵撰述仏典目録」
- 米谷隆三（法学博士） - 「約款法の理論」
- 羽原又吉（経済学博士） - 「日本漁業経済史」
- 赤堀四郎（理学博士） - 「蛋白質を構成するアミノ酸の結合状態に関する研究」
- 桜田一郎（工学博士） - 「繊維素誘導体及び合成繊維に関する研究」
- 盛永俊太郎（理学博士） - 「アブラナ属及びイネ属の細胞遺伝学的研究」
- 宮川米次（医学博士） - 「鼠蹊淋巴肉芽腫症の病原体に関する研究」

### 第46回（1956年/昭和31年）
- 湯沢幸吉郎（文学博士） - 「近代国語の研究」
- 堀一郎（文学博士） - 「我が国民間信仰史の研究」
- 周藤吉之 - 「中国土地制度史研究」
- 山内恭彦（理学博士） - 「原子スペクトル理論への群論の応用」
- 千谷利三（理学博士） - 「安定同位元素に関する研究」
- 水上武（理学博士） - 「火山に関する地球物理学的研究」
- 井関尚栄（医学博士） - 「微生物の免役遺伝学的研究」

### 第47回（1957年/昭和32年）
- 神田信夫・岡本敬二・石橋秀雄・松村潤・岡田英弘 - 「満文老档本文篇第一巻太祖1及び第二巻太祖2」
- 折茂豊 - 「国際私法の統一性」
- 小平邦彦（理学博士） - 「調和積分及びその応用に関する研究」
- 福田宗一（理学博士） - 「昆虫とくに家蚕の内分泌整理に関する研究」
- 野田稲吉（工学博士） - 「合成雲母に関する研究」
- 朝井勇宣（農学博士） - 「酸化醗酵に関する研究」
- 岡本肇（医学博士） - 「核酸による溶血性連鎖状球菌の溶血毒増産現象の発見について」

### 第48回（1958年/昭和33年）
- 松村博司（文学博士） - 「栄花物語の研究」
- 桂寿一（文学博士） - 「スピノザの哲学」
- 宮崎市定（文学博士） - 「九品官人法の研究」
- 菅原健（理学博士） - 「水による物質移動循環機構の地球化学的研究」
- 牧野佐二郎（理学博士） - 「動物染色体の研究」
- 福士貞吉（農学博士） - 「植物ウイルス病の虫媒伝染に関する研究」
- 木原卓三郎（医学博士） - 「脈管外通液路系に関する研究」

### 第49回（1959年/昭和34年）
- 村田治郎（工学博士）・長尾雅人（文学博士）・足利惇氏（文学博士）・高田修・江実・小野勝年・藤枝晃・日比野丈夫・梶山雄一・西田龍雄 - 「居庸関」
- 鹿島守之助（法学博士） - 「日英外交史および日本外交政策の史的考察」
- 久保田広（工学博士） - 「光学系の映像に関する研究」
- 井上吉之（農学博士） - 「窒素配糖体殊にアミノ酸配糖体の研究」
- 山本脩太郎（農学博士） - 「レプトスピラに関する研究」
- 藤田秋治（医学博士）・木村廉（医学博士）・藤原元典（医学博士）・松川泰三（薬学博士） - 「ビタミンB1に関する研究」
- 岡田正弘 - 「硬組織の生理および薬理の研究」

### 第50回（1960年/昭和35年）
- 河竹繁俊（文学博士） - 「日本演劇全史」
- 竹内敏雄 - 「アリストテレスの芸術理論」
- 伊藤正己 - 「言論・出版の理由」
- 神田英蔵（理学博士） - 「低温度における凝縮気体の性質及び極低温における磁性の研究」
- 福井伸二（工学博士） - 「薄板の深絞り加工に関する研究」
- 片桐英郎（農学博士）・北原覚雄（農学博士） - 「乳酸菌殊にそのラセミアーゼの研究」
- 富田真雄（薬学博士） - 「植物塩基の化学構造に関する研究」

### 第51回（1961年/昭和36年）
- 岸辺成雄 - 「唐代音楽の歴史的研究 楽制篇 上巻」
- 長沢信寿（文学博士） - 「アウグスティーヌス哲学の研究」
- 福原満洲雄（理学博士） - 「微分方程式の研究」
- 石橋雅義（理学博士） - 「海洋科学に関する研究」
- 佐藤知雄（工学博士） - 「鉄鋼中の炭化物に関する研究」
- 磯永吉（農学博士） - 「亜熱帯における稲の育種に関する研究」
- 市原硬（医学博士）・須田正巳（医学博士） - 「二、三アミノ酸の中間代謝及び之に関する酵素の研究」

### 第52回（1962年/昭和37年）
- 中村孝也（文学博士） - 「徳川家康文書の研究」
- 児玉洋一（経済学博士） - 「近世塩田の成立」
- 岩澤健吉（理学博士） - 「群論及び整数論における研究」
- 川村智治郎（理学博士） - 「両生類を材料とする生物学的諸研究」
- 福井謙一（工学博士） - 「共役化合物の電子状態と化学反応に関する研究」
- 平塚直秀（農学博士・理学博士） - 「銹菌類に関する研究」
- 梅沢浜夫（医学博士） - 「カナマイシンの研究」

### 第53回（1963年/昭和38年）
- 宝月圭吾（文学博士） - 「中世量制史の研究」
- 福島正夫（法学博士） - 「地租改正の研究」
- 天野元之助（経済学博士） - 「中国農業史研究」
- 関口春次郎（工学博士） - 「鋼の溶接棒ならびに炭酸ガス酸素アーク溶接法に関する研究」
- 住木諭介（農学博士） - 「Blasticidin Sに関する研究」
- 小林芳人（医学博士）・浦口健二（医学博士）・三宅市郎 - 「カビ類代謝産物の中毒学的研究」
- 勝木保次（医学博士） - 「聴覚機構の研究」

### 第54回（1964年/昭和39年）
- 築島裕（文学博士） - 「平安時代の漢文訓読語につきての研究」
- 竹中靖一（経済学博士） - 「石門心学の経済思想」
- 杉山忠平 - 「イギリス信用思想史研究」
- 森野米三（理学博士） - 「気体電子回折及びマイクロ波分光による分子構造の研究」
- 西島和彦（理学博士） - 「素粒子の相互転換に関する研究」
- 西川義正（農学博士） - 「ホルモン処理による家畜繁殖の生理学的研究」
- 高原滋夫（医学博士） - 「無カタラーゼ血液症の発見とその研究」

### 第55回（1965年/昭和40年）
- 富田正文 - 「『福沢諭吉全集』の編纂校訂註解」
- 田宮博（理学博士） - 「同調培養によるクロレラの生理学並びに生化学研究」
- 赤松秀雄（理学博士）・井口洋夫（理学博士） - 「有機化合物の電気伝導性に関する研究」
- 江崎玲於奈（理学博士） - 「エサキダイオードとその応用の研究」
- 長尾正人（理学博士）・高橋萬右衛門（農学博士） - 「イネにおける十に連鎖群の研究」
- 中原和郎（医学博士）・福岡文子（医学博士） - 「癌毒素及び発癌物質に関する研究」
- 山岡憲二（医学博士） - 「血色素並びに胆汁色素の研究」

### 第56回（1966年/昭和41年）
- 小松茂美（文学博士） - 「平安朝伝来の白氏文集と三蹟の研究」
- 伊藤不二男（法学博士） - 「ビトリアの国際法理論」
- 江頭恒治（経済学博士） - 「近江商人中井家の研究」
- 渡辺武男（理学博士） - 「新鉱物の発見と研究」
- 吉識雅夫（工学博士） - 「船舶大型化に対する構造力学上の研究」
- 木下祝郎（農学博士）・中山清（農学博士）・田中勝宣（農学博士）・鵜高重三（農学博士） - 「醱酵によるアミノ酸類の生成に関する研究」
- 津田恭介（薬学博士） - 「苦蔘塩基を中心とする荳科アルカロイドの化学的研究」

### 第57回（1967年/昭和42年）
- 秋山光和 - 「平安時代世俗画の研究」
- 太田善麿 - 「古代日本文学思潮論」
- 松川七郎 - 「ウィリアム・ペティ」
- 末元善三郎（理学博士） - 「太陽及び恒星の彩層の研究」
- 今井勇之進（工学博士） - 「鉄鋼の熱処理加工に関する基礎研究」
- 三井進午（農学博士） - 「植物の養分吸収同化に関する生理化学的研究」
- 早石修（医学博士） - 「酸素添加酵素の研究」

### 第58回（1968年/昭和43年）
- 金子金治郎（文学博士） - 「菟玖波集の研究」
- 奥貫一男（理学博士） - 「チトクローム系の研究」
- 加藤愛雄（理学博士） - 「地磁気の変化磁場の測定とその微細変動に関する研究」
- 木村資生（理学博士） - 「集団遺伝学の理論の研究」
- 谷一郎（工学博士） - 「境界層に関する流体力学的研究」
- 神立誠（農学博士） - 「反芻胃内消化に対する繊毛虫類の機能に関する生化学的研究」
- 宮川正澄（医学博士） - 「無菌動物の研究」

### 第59回（1969年/昭和44年）
- 小葉田淳（文学博士） - 「日本鉱山史の研究」
- 浜口重国（文学博士・法学博士） - 「唐王朝の賤人制度」
- 滋賀秀三（法学博士） - 「中国家族法の原理」
- 宮田光雄 - 「西ドイツの精神構造」
- 松本達郎（理学博士） - 「環太平洋地域の白堊紀アンモナイトの研究」
- 林千博（工学博士・理学博士） - 「非線形振動の研究」
- 水島宇三郎（農学博士） - 「ジュウジバナ科アブラナ類の核遺伝学的研究」
- 井関尚栄（医学博士） - 「酵素による血液型の転換に関する実験的研究」

### 第60回（1970年/昭和45年）
- 中村栄孝 - 「日鮮関係史の研究」（恩賜賞も受賞）
- 岡村誠三（工学博士） - 「放射線重合に関する研究」（恩賜賞も受賞）
- 中西進（文学博士） - 「万葉集の比較文学的研究、万葉史の研究」
- 護雅夫（文学博士） - 「古代トルコ民族史研究」
- 大山敷太郎（経済学博士） - 「幕末財政金融史論」
- 広中平祐（理学博士） - 「代数的多様体の研究」
- 山本義一（理学博士） - 「大気放射の研究」
- 中島稔（農学博士） - 「環状糖アルコールとそのアミノ誘導体の合成に関する研究」
- 上尾庄次郎（薬学博士） - 「ヒガンバナの有毒塩基成分の化学的研究」

### 第61回（1971年/昭和46年）
- 宮本又次（経済学博士） - 「小野組の研究」（恩賜賞も受賞）
- 林忠四郎（理学博士） - 「核反応と恒星の進化に関する研究」（恩賜賞も受賞）
- 下村寅太郎（文学博士） - 「ルネッサンスの芸術家」
- 亀井俊介（文学博士） - 「近代文学におけるホイットマンの運命」
- 藤田宏達（文学博士） - 「原始浄土思想の研究」
- 江上不二夫（理学博士） - 「リボヌクレアーゼに関する研究」
- 神谷宣郎（理学博士） - 「植物細胞の原形質流動及び水分生理の研究」
- 横堀武夫（理学博士）・平修二（工学博士） - 「金属材料の強度に関する研究」
- 阿部又三（農学博士） - 「麦角菌による麦角アルカロイド類の生産に関する研究」

### 第62回（1972年/昭和47年）
- 松下忠（文学博士） - 「江戸時代の詩風詩論—明清の詩論とその摂取」（恩賜賞も受賞）
- 江橋節郎（医学博士） - 「筋の収縮及び弛緩の機構に関する研究」（恩賜賞も受賞）
- 倉沢剛（文学博士） - 「小学校の歴史」
- 小林昇（経済学博士） - 「フリードリッヒ・リスト論考およびリスト・経済学の国民的体系」
- 村松祐次（経済学博士） - 「近代江南の祖棧—中国地主制度の研究—」
- 島内武彦（理学博士） - 「多原子分子の力場の研究」
- 前田憲一（工学博士） - 「電離層に関する研究」
- 野村真康（農学博士） - 「リボゾーム再構成に関する研究」
- 岡本耕造（医学博士） - 「糖尿病と高血圧症の基礎的研究」

### 第63回（1973年/昭和48年）
- 竹島卓一（工学博士） - 「営造法式の研究」（恩賜賞も受賞）
- 近藤淳（理学博士） - 「極低温における稀薄磁性合金の電気抵抗の極小に関する研究」（恩賜賞も受賞）
- 玉村竹二 - 「五山文学新集」
- 日野開三郎（文学博士） - 「唐代邸店の研究 続唐代邸店の研究」
- 荒井献（神学博士） - 「原始キリスト教とグノーシス主義」
- 秋本俊一（理学博士）・川井直人（理学博士） - 「超高圧・高温下における地球物質の実験的研究」
- 西山善次（理学博士） - 「合金のマルテンサイト変態に関する研究」
- 福本寿一郎（農学博士） - 「微生物酵素及びその工業的利用に関する研究」
- 柴田承二（薬学博士） - 「或種の菌類及び地衣類代謝生産物の研究」

### 第64回（1974年/昭和49年）
- 三上次男（文学博士） - 「金史研究」（恩賜賞も受賞）
- 石坂公成（医学博士） - 「免疫グロブリンEの発見とレアギン型アレルギーの機序に関する研究」（恩賜賞も受賞）
- 木藤才蔵 - 「連歌史論考」
- 佐藤輝夫（文学博士） - 「ローランの歌と平家物語」
- 外岡茂十郎（法学博士） - 「明治前期家族法資料」
- 友田好文（理学博士） - 「航行船舶上における重力の連続測定―測定装置の開発と西太平洋海域における測定結果―」
- 鈴木通夫（理学博士） - 「有限群の研究」
- 西沢潤一（工学博士） - 「半導体及びトランジスタに関する研究」
- 鈴木三郎（農学博士） - 「ポリオキシンに関する研究」

### 第65回（1975年/昭和50年）
- 高崎直道（文学博士） - 「如来蔵思想の形成」（恩賜賞も受賞）
- 小田稔（理学博士） - 「すだれコリメータの発明とX線天文学への寄与」（恩賜賞も受賞）
- 北住敏夫（文学博士） - 「写生説の研究 写生派歌人の研究 写生俳句及び写生文の研究」
- 古野清人（文学博士） - 「キリシタニズムの比較研究」
- 樋口陽一（法学博士） - 「近代立憲主義と現代国家」
- 久保田尚志（理学博士） - 「植物の苦味物質に関する研究」
- 伊藤英覚（工学博士） - 「管内流れ特に曲り管内の流れに関する流体力学的研究」
- 石塚喜明（農学博士）・田中明（農学博士） - 「水稲の栄養生理学的研究とその応用」
- 冨田恒男（医学博士） - 「網膜における情報処理機構の研究」

### 第66回（1976年/昭和51年）
- 杉村隆（医学博士） - 「胃癌発生に関する実験的研究」（恩賜賞も受賞）
- 金子晴勇（文学博士） - 「ルターの人間学」
- 鎌田茂雄（文学博士） - 「宗密教学の思想史的研究―中国華厳思想史の研究 第二―」
- 関集三（理学博士） - 「固体の構造熱力学的研究」
- 佐藤幹夫（理学博士） - 「超函数の理論およびその応用」
- 山本時男（理学博士） - 「魚類の性分化の遺伝学的・発生生理学的研究」
- 橋口隆吉（工学博士） - 「内部摩擦による金属材料の研究」
- 田村三郎（農学博士） - 「生理活性物質に関する化学的研究」
- 山川民夫（医学博士） - 「糖脂質の生化学的研究」

### 第67回（1977年/昭和52年）
- 高橋信次（医学博士） - 「X線による生体病理解剖の研究」（恩賜賞も受賞）
- 島田謹二（文学博士） - 「日本における外国文学―比較文学研究―」
- 荒居英次（文学博士） - 「近世海産物貿易史の研究―中国向け輸出貿易と海産物―」
- 山田憲太郎（文学博士） - 「東亜香料史研究」
- 平田義正（理学博士） - 「微量天然有機物質の研究」
- 赤祖父俊一（理学博士） - 「磁気圏擾乱の研究」
- 香川毓美（工学博士）・永澤満（工学博士） - 「高分子電解質の研究」
- 大村秀雄（農学博士）・西脇昌治（農学博士） - 「鯨類の資源生物学的研究」
- 内薗耕二（医学博士） - 「シナプスの機能と形態に関する研究」

### 第68回（1978年/昭和53年）
- 伊藤清（理学博士） - 「確率微分方程式の研究」（恩賜賞も受賞）
- 米原正義 - 「戦国武士と文芸の研究」
- 石田尚豊（文学博士） - 「曼荼羅の研究」
- 荒松雄 - 「インド史におけるイスラム聖廟」
- 長倉三郎（理学博士） - 「短寿命励起分子及び反応中間体の電子構造と反応性の研究」
- 乾崇夫（工学博士） - 「船舶の造波抵抗に関する研究」
- 明日山秀文（農学博士）・与良清（農学博士）・土居養二（農学博士） - 「クワ萎縮病その他の植物萎黄病類の病原体に関する研究」
- 水野伝一（薬学博士） - 「RNAの代謝回転と分子集合による制御に関する研究」
- 西村秀雄（医学博士） - 「ヒトの先天性心身障害の由来に関する研究」

### 第69回（1979年/昭和54年）
- 古在由秀（理学博士） - 「土星衛星、人工衛星及び小惑星の運動の研究」（恩賜賞も受賞）
- 高瀬弘一郎（文学博士） - 「キリシタン時代の研究」
- 佐藤武敏（文学博士） - 「中国古代絹織物史研究」
- 佐藤長（文学博士） - 「チベット歴史地理研究」
- 川喜田愛郎（医学博士） - 「近代医学の史的基盤」
- 猪瀬博（工学博士） - 「PCM統合通信方式におけるタイムスロット入替方式の研究」
- 有馬啓（農学博士） - 「微生物の産業的利用に関する研究」
- 伊東俊夫（医学博士） - 「肝臓の脂肪摂取細胞に関する研究」
- 鈴木友二（薬学博士） - 「キニン系の蛋白化学とその制御に関する研究」

### 第70回（1980年/昭和55年）
- 岡田善雄（医学博士） - 「細胞融合現象の解析と細胞工学的応用」（恩賜賞も受賞）
- 今堀誠二（文学博士） - 「中国封建社会の構造―その歴史と革命前夜の現実―」
- 平川彰（文学博士）・平井俊栄（文学博士）・袴谷憲昭・吉津宜英・高橋壮 - 「阿毘達磨倶舎論索引」
- 阿閉吉男 - 「ジンメル社会学の方法」
- 梅沢純夫（理学博士） - 「アミノ配糖体抗生物質の合成に関する研究」
- 霜田光一（理学博士） - 「レーザーの物理とそれに基づく分子分光学の研究」
- 玉田珖（理学博士） - 「翼を過ぎる遷音速の流れならびに関連する問題の理論的研究」
- 満田久輝（農学博士） - 「ビタミンB2の生合成機構に関する研究とその応用」
- 亀谷哲治（薬学博士） - 「『レトロマススペクトル法』による天然物の全合成」

### 第71回（1981年/昭和56年）
- 長野泰一（医学博士） - 「インターフェロンの研究」（恩賜賞も受賞）
- 前田陽一（文学博士） - 「パスカル『パンセ』注解第一」
- 小川信（文学博士） - 「足利一門守護発展史の研究」
- 木下彰（経済学博士） - 「名子遺制の構造とその崩壊―農村における封建的労働の構造分析―」
- 所三男（文学博士） - 「近世林業史の研究」
- 岡小天（理学博士） - 「生物レオロジーの理論的研究」
- 横山泉（理学博士） - 「重力異常の分布からみた火山の構造」
- 松井正直（理学博士）・森謙治（農学博士） - 「天然有機化合物の合成に関する研究」
- 名取礼二（医学博士） - 「スキンド・ファイバー法による筋収縮機構の研究」

### 第72回（1982年/昭和57年）
- 原亨吉（ドクトゥール・ド・トロワジェーム・シクル・アン・ロジック） - 「パスカルの数学的業績（仏文“L'ŒUVRE MATHEMATIQUE DE PASCAL”）」（恩賜賞も受賞）
- 角谷静夫（理学博士） - 「函数解析の研究」（恩賜賞も受賞）
- 太田朗（ドクター・オブ・フィロソフィー） - 「否定の意味―意味論序説―」
- 柚木学（経済学博士） - 「近世海運史の研究」
- 江口英一 - 「現代の『低所得層』―『貧困』研究の方法―」
- 久城育夫（理学博士） - 「造岩物質の実験岩石学的研究（特にこれによるマグマ論への寄与）」
- 鎌田仁（工学博士） - 「高感度分析機器の開発とその応用に関する研究」
- 八木国夫（医学博士・理学博士） - 「フラビン酵素に関する研究」
- 矢島治明（薬学博士） - 「液相法によるウシのリボヌクレアーゼAの全合成と結晶化に関する研究」

### 第73回（1983年/昭和58年）
- 向山光昭（理学博士） - 「有機合成化学の新手法開拓と生体関連物質の合成」（恩賜賞も受賞）
- 田辺昭三 - 「須恵器大成」
- 池田温 - 「中国古代籍帳研究―概観・録文―」
- 小林英司（理学博士） - 「視床下部―脳下垂体系の比較内分泌学的研究―」
- 植村泰忠（理学博士）・安藤恒也（理学博士） - 「強磁場下のMOS反転層における伝導現象の理論」
- 増本健（工学博士） - 「アモルファス金属テープの創製とその基礎的および応用的研究」
- 山村昌（工学博士） - 「誘導機型リニアモーターの理論的研究」
- 諸星静次郎（農学博士） - 「蚕における成長と発育の調節機構に関する研究」
- 大塚正徳（医学博士） - 「ペプチド性神経伝達物質、とくにP物質の研究」

### 第74回（1984年/昭和59年）
- 仲宗根政善 - 「沖縄今帰仁方言辞典―今帰仁方言の研究・語彙篇―」（恩賜賞も受賞）
- 田村学造（農学博士） - 「火落酸の発見並びにイソプレノイドの関与する複合糖質の生合成阻害に関する研究」（恩賜賞も受賞）
- 佐伯有清（文学博士） - 「新撰姓氏録の研究 考証篇」
- 山口瑞鳳（文学博士） - 「吐蕃王国成立史研究」
- 石本雅男（法学博士） - 「無過失損害賠償責任原因論―ローマ法におけるCulpa levissimaの比較法学的研究―（第一巻、第二巻）」
- 辻隆（理学博士） - 「低温度星外層の理論的研究」
- 鈴木弘（工学博士） - 「タンデム（連続）精密圧延の研究」
- 新見嘉兵衛（医学博士） - 「視床に関する研究」
- 伴義雄（薬学博士） - 「インドールアルカロイドの合成研究」

### 第75回（1985年/昭和60年）
- 佐藤了（理学博士） - 「ミクロソームの複合酸素添加酵素系に関する研究」（恩賜賞も受賞）
- 鈴木敬 - 「中国絵画史（上、中之一）」
- 多賀秋五郎（文学博士） - 「中国宗譜の研究」
- 林巳奈夫（文学博士） - 「殷周時代青銅器の研究―殷周青銅器綜覧―」
- 益川敏英（理学博士）・小林誠（理学博士） - 「六元クオーク模型の提唱」
- 太田朋子（理学博士） - 「分子レベルにおける集団遺伝学の理論的研究」
- 荒田吉明（工学博士） - 「超高エネルギ密度熱源の開発と熱加工への適用」
- 沼正作（医学博士） - 「神経情報伝達の分子機構に関する研究」
- 山村雄一（医学博士） - 「細胞性免疫とその制御」

### 第76回（1986年/昭和61年）
- 伊藤正男（医学博士） - 「小脳の神経機構と運動学習の機序」（恩賜賞も受賞）
- 大庭脩（文学博士） - 「江戸時代における中国文化受容の研究」
- 鈴木幹也（文学博士） - 「エンペドクレス研究」
- 藤永太一郎（理学博士） - 「微量電気分析法の開発」
- 堀江正治（理学博士） - 「琵琶湖の堆積物と日本の氷河遺跡に基づく第四紀年代学的研究」
- 永田雅宜（理学博士） - 「可換代数の研究」
- 野崎一（工学博士） - 「有機金属化合物を用いる化学合成法への貢献」
- 四方英四郎（農学博士） - 「植物ウイルス及びウイロイドの研究」
- 西塚泰美（医学博士） - 「ホルモン作用における情報の受容伝達機構に関する研究」

### 第77回（1987年/昭和62年）
- 福山敏男（工学博士） - 「寺院建築の研究・神社建築の研究（福山敏男著作集1～4）」（恩賜賞も受賞）
- 山崎敏光（理学博士） - 「中間子物理の実験的研究」
- 坪井正道（理学博士） - 「核酸の分子構造とその多形性に関する研究」
- 上田誠也（理学博士） - 「弧状列島のテクトニクスに関する地球熱学的研究」
- 岩崎俊一（工学博士） - 「高密度磁気記録の研究」
- 坪井善勝（工学博士） - 「曲面構造の研究と大空間建築構造への適用」
- 沢田敏男（農学博士） - 「貯水ダムの設計に関する研究」
- 石田名香雄（医学博士） - 「センダイウイルスの発見及びその構造と機能に関する研究」
- 豊島久真男（医学博士） - 「サルク・ファミリーがん遺伝子の研究」

### 第78回（1988年/昭和63年）
- 西村暹（理学博士） - 「核酸塩基修飾に関する有機化学・生化学的研究」（恩賜賞も受賞）
- 徳田武 - 「日本近世小説と中国小説」
- 篠原三代平（経済学博士） - 「日本経済の成長と循環・日本経済の構造と政策（日本経済研究 篠原三代平著作集I・II）」
- 三浦謹一郎（理学博士） - 「二本鎖RNAウイルスの分子遺伝学的研究、特にRNAキャップ構造の発見」
- 柏原正樹（理学博士） - 「代数解析の研究」
- 山本善之（工学博士） - 「構造物の圧力解析に対する有限要素法の基礎的研究」
- 光岡知足（農学博士） - 「腸内菌叢の系統的研究」
- 大村裕（医学博士） - 「中枢神経系および内在性化学物質による摂食調節の研究」

### 第79回（1989年/平成元年）
- 佐伯富（文学博士） - 「中国塩政史の研究」（恩賜賞も受賞）
- 日沼頼夫（医学博士） - 「成人T細胞白血病のウイルス病因に関する研究」（恩賜賞も受賞）
- 前田専学（文学博士） - 「シャンカラ著『ウパデーシャ・サーハスリー』の本文校訂と註解」
- 守谷亨（理学博士） - 「遍歴電子磁性におけるスピンゆらぎの理論」
- 加藤進（理学博士） - 「大気潮汐並びに大気重力波に関する研究」
- 小柴昌俊（工学博士） - 「大マゼラン雲超新星（SN 1987A）からのニュートリノの検出」
- 藤田利夫（工学博士） - 「耐熱鋼の研究」
- 熊沢喜久雄（農学博士） - 「発光分光分析法による15Nの超微量定量法の開発と植物の窒素栄養に関する生理化学的研究」
- 松尾壽之（薬学博士） - 「生体内情報伝達に係わる超微量ペプチドの研究―特に心房性ナトリウム利尿ホルモンの構造と機能に関する研究」

### 第80回（1990年/平成2年）
- 中西香爾（理学博士） - 「機能性天然有機化合物の構造および生体内機能発現に関する研究」（恩賜賞も受賞）
- 鈴木佳秀（ドクター・オブ・フィロソフィー） - 「申命記の文献学的研究」
- 青木昌彦（ドクター・オブ・フィロソフィー） - 「“The Co-operative Game Theory of the Firm”（邦語版『現代の企業』）および“Information, Incentives and Bargaining in the Japanese Economy”」
- 田沢仁（理学博士） - 「巨大藻類細胞の生理学的研究、特に細胞灌流法と細胞モデルの開発宇宙放射線の研究」
- 飯高茂（理学博士）・森重文（理学博士）・川又雄二郎（理学博士） - 「代数多様体の分類理論の研究」
- 辻広（工学博士） - 「火炎の構造および基礎的特性の研究」
- 竹松哲夫（農学博士） - 「世界の農耕地雑草とその制御に関する基礎的研究」
- 濱清（医学博士） - 「神経系の機能形態学、特に超高圧電子顕微鏡による定量的三次元構造解析」
- 秦藤樹（医学博士）・大村智（薬学博士・理学博士） - 「生物活性を有する微生物代謝産物、特にマクロライド抗生物質に関する研究」

### 第81回（1991年/平成3年）
- 小林芳規（文学博士） - 「角筆文献の国語学的研究」（恩賜賞も受賞）
- 外村彰（工学博士） - 「電子線ホログラフィの開発とAB効果の実証」（恩賜賞も受賞）
- 塩野谷祐一（経済学博士） - 「価値理念の構造―効用対権利―」
- 早川幸男（理学博士） - 「宇宙放射線の研究」
- 齊藤喜彦（理学博士） - 「金属錯体の絶対配置の決定ならびに電子密度分布の精密測定」
- 國分正胤（工学博士） - 「混和材料の複合がコンクリートのワーカビリチー・耐久性・強度に及ぼす影響に関する研究」
- 山田康之（農学博士） - 「植物培養細胞における機能発現ならびに物質産生機構の解析」
- 川崎富作（医学博士） - 「川崎病の診断法の確立、治療及び疫学に関する研究」
- 宇井理生（薬学博士） - 「細胞情報伝達におけるGTP結合蛋白質の役割に関する研究」

### 第82回（1992年/平成4年）
- 都築忠七（ドクター・オブ・フィロソフィー） - 「19世紀後半のイギリス社会主義思想および運動の研究」（恩賜賞も受賞）
- 岸本忠三（医学博士） - 「インターロイキン6（IL-6）に関する研究」（恩賜賞も受賞）
- 唄孝一（法学博士・医学博士） - 「医事法学に関する研究」
- 広田栄治（理学博士） - 「フリーラジカル分子の精密構造と動的挙動」
- 大沢省三（理学博士） - 「例外的遺伝暗号の発見とその進化学的意義の解明」
- 鈴木秀次（理学博士） - 「固体ヘリウムの塑性変形及び機械的性質の転位論的研究」
- 本多健一（工学博士） - 「光電極反応に関する研究」
- 鈴木昭憲（農学博士）・石崎宏矩（理学博士） - 「カイコ脳神経ペプチドに関する化学的・分子生物学的研究」（共同研究）
- 木幡陽（薬学博士） - 「糖タンパク質糖鎖の構造と機能に関する研究」

### 第83回（1993年/平成5年）
- 田仲一成（文学博士） - 「中国祭祀演劇に関する研究」（恩賜賞も受賞）
- 田中靖郎（理学博士） - 「X線天体の相対論的特性」（恩賜賞も受賞）
- 根岸隆（経済学博士） - 「History of Economic Theory」
- 有馬朗人（理学博士） - 「原子核の力学的模型と電磁相互作用の理論的研究」
- 神保道夫（理学博士） - 「可解模型と量子群の研究」
- 大越孝敬（工学博士） - 「コヒーレント光ファイバ通信に関する研究」
- 木下俊郎（農学博士） - 「高等植物における細胞質と核の相互作用の解析および作物育種への応用」
- 山本肇（医学博士） - 「レーザー照射による齲蝕予防その他歯科応用に関する研究」
- 多田啓也（医学博士）・菊地吾郎（医学博士） - 「高グリシン血症に関する研究」

### 第84回（1994年/平成6年）
- 熊田誠（工学博士）・桜井英樹（理学博士） - 「有機ケイ素化学に関する研究」（恩賜賞も受賞）
- 丸山雍成（文学博士） - 「日本近世交通史の研究」
- 川崎信定（文学博士） - 「一切智思想の研究」
- 森本信男（理学博士） - 「鉱物の固溶体形成の新機構の発見」
- 志村令郎（理学博士） - 「RNAプロセシングの研究」
- 井村徹（理学博士）・藤田廣志（工学博士） - 「金属塑性変形の超高電圧電子顕微鏡その場観察による研究」
- 角屋睦（農学博士） - 「極値水文学の展開と水利施設計画設計への応用に関する研究」
- 真崎知生（医学博士） - 「エンドセリンの同定とその生理活性」
- 中嶋暉躬（薬学博士）・川合述史（医学博士） - 「ハチ毒、クモ毒の化学的、生理学的研究、特にジョロウグモ毒（JSTX）の神経科学的研究」

### 第85回（1995年/平成7年）
- 三根谷徹 - 「中古漢語と越南漢字音」（恩賜賞も受賞）
- 深尾良夫（理学博士） - 「マントル ダイナミクスに関する地震学的研究」（恩賜賞も受賞）
- 速水融（経済学博士） - 「近世濃尾地方の人口・経済・社会」
- 菅宏（理学博士） - 「凝相における相変化と緩和過程」
- 杉本大一郎（理学博士）・野本憲一（理学博士） - 「星の進化と超新星の理論」
- 野依良治（工学博士） - 「不斉合成反応に関する研究」
- 小川智也（農学博士） - 「細胞表面の複合糖質と関連糖鎖に関する合成研究」
- 山田俊一（薬学博士）・古賀憲司（薬学博士） - 「L-アミノ酸の不斉転写に基づく光学活性化合物の新規合成法の研究」
- 甘利俊一（工学博士） - 「神経情報処理の基礎理論の研究」

### 第86回（1996年/平成8年）
- 本庶佑（医学博士） - 「抗体クラススイッチ制御に関する研究」（恩賜賞も受賞）
- 平田寛（文学博士） - 「絵仏師の時代」
- 金森順次郎（理学博士） - 「遷移金属合金の強磁性理論」
- 渡辺信三（理学博士） - 「確率解析の研究」
- 竹市雅俊（理学博士） - 「動物細胞の接着因子カドヘリンの発見とその接着機構に関する研究」
- 穂坂衛（工学博士）・佐田登志夫（工学博士） - 「コンピュータモデルによる設計生産の総合化」
- 稲上正（農学博士）・村上和雄（農学博士） - 「レニン・アンギオテンシン系に関する生化学ならびに分子生物学的研究」
- 池原森男（薬学博士）・大塚榮子（薬学博士） - 「核酸の合成と機能に関する研究―合成ras遺伝子関連の研究を中心として」

### 第87回（1997年/平成9年）
- 中西重忠（医学博士） - 「神経伝達の分子メカニズムに関する研究」（恩賜賞も受賞）
- 侘美光彦 - 「世界大恐慌―1929年恐慌の過程と原因」
- 松野太郎（理学博士） - 「中間圏・成層圏大気力学の解明」
- 山寺秀雄（理学博士） - 「金属錯体の分光学における山寺則の創始と配位構造の研究」
- 関口睦夫（理学博士） - 「DNA傷害の修復と遺伝情報の維持機構の研究」
- 堀川清司（工学博士） - 「浅海動力学と漂砂移動に関する研究」
- 熊谷信昭（工学博士） - 「新しい電磁波論の開拓と電磁波導波伝送への応用に関する基礎的研究」
- 常脇恒一郎（農学博士） - 「コムギの進化に関する比較遺伝学的研究―コムギ属及びエギロプス属の比較遺伝子分析とプラスモン分析」
- 三輪史朗（医学博士） - 「赤血球酵素異常による遺伝性溶血性貧血の研究」

### 第88回（1998年/平成10年）
- 柳田敏雄（工学博士） - 「生物運動の分子機械の直接操作と観測」（恩賜賞も受賞）
- 関根清三（神学博士・博士（文学）） – 「旧約における超越と象徴―解釈学的経験の系譜」
- 杉原高嶺（法学博士） – 「国際司法裁判制度」
- 海部宣男（理学博士） – 「星間物質の研究」
- 伊原康隆（理学博士） – 「数論の研究」
- 伊勢典夫（工学博士） – 「均一分散系の微視的構造に関する研究」
- 山田秀明（農学博士）・別府輝彦（農学博士） – 「微生物機能の開発そその利用に関する基礎的研究」
- 野島庄七（薬学博士） – 「膜リン脂質の構造と代謝に関する研究―大腸菌ホスホリパーゼの研究を中心に―」
- 佐々木和夫（医学博士） – 「中枢神経系の統合機能」

### 第89回（1999年/平成11年）
- 夫馬進（博士（文学）） - 「中国善会善堂史研究」（恩賜賞も受賞）
- 岸義人（理学博士） – 「海洋天然化合物の有機化学的研究」（恩賜賞も受賞）
- 佐々木丞平（文学博士）・佐々木正子 - 「丸山応挙研究」
- 竹本洋（博士（経済学）） – 「経済学体系の創成―ジェイムズ・ステュアート研究―」
- 唐戸俊一郎（理学博士） – 「地球深部構成鉱物のレオロジーとマントルの流動に関する研究」
- 宗宮重行（工学博士） – 「無機材料の合成におけるハイドロサーマル反応とその応用に関する研究」
- 入谷明（農学博士） – 「家畜における精子の受精能獲得と体外受精に関する研究」
- 廣川信隆（医学博士） – 「細胞骨格の分子生物学的研究」
- 上代淑人（医学博士） – 「GTP結合タンパク質の反応機構ならびに生理機能に関する研究」

### 第90回（2000年/平成12年）
- 佐藤次高（文学博士） – 「State and Rural Society in Medieval Islam: Sultans, Muqta‘s and Fallāhūn」（恩賜賞も受賞）
- 長田重一（理学博士） – 「アポトーシスの分子機構の研究」（恩賜賞も受賞）
- 田丸謙二（理学博士） - 「触媒作用機構の動的研究」
- 尾崎洋二（理学博士） – 「激変星の研究」
- 戸田盛和（理学博士） – 「非線形格子力学の研究」
- 石原研而（工学博士） – 「地震時における地盤の液状化に関する研究」
- 千川純一（理学博士） – 「シリコン結晶の成長と完全性」
- 和田光史（農学博士） - 「火山灰土壌の粘土鉱物の解析とその農業生産性に関する研究」
- 谷口維紹（Ph.D.） – 「インターフェロンを中心としたサイトカインの研究」

### 第91回（2001年/平成13年）
- 林文夫（Ph.D.） – 「Understanding Saving: Evidence from the United States and Japan」（恩賜賞も受賞）
- 浅島誠（理学博士） - 「初期発生における形態形成の基礎的研究」
- 小林道夫（Docteur de 3e cycle） – 「デカルトの自然哲学」
- 坂本達哉（博士（経済学）） - 「ヒュームの文明社会―勤労・知識・自由―」
- 西田篤弘（理学博士） - 「地球磁気圏の構造とプラズマ対流に関する研究」
- 国武豊喜（Ph.D.） – 「合成二分子膜の発見と分子組織化学の開拓」
- 樋口隆昌（農学博士） – 「木質成分の生化学的研究―リグニンの生合成と微生物分解機構の解明」
- 青木延雄（医学博士） - 「血栓溶解の制御機構に関する研究」
- 須田立雄（歯学博士） - 「ビタミンDと骨に関する研究」

### 第92回（2002年/平成14年）
- 藤本隆宏（D.B.A.） - 「The Evolution of a Manufacturing System at Toyota」（恩賜賞も受賞）
- 飯島澄男（理学博士） - 「高分解能電子顕微鏡の開発とカーボンナノチューブの発見」（恩賜賞も受賞）
- 沼本克明（文学博士） - 「日本漢字音の歴史的研究―體系と表記をめぐって―」
- 佐藤彰一（博士（文学）） - 「修道院と農民―会計文書から見た中世形成期ロワール地方―」[3]
- 都城秋穂（理学博士） - 「変成岩の理論的研究およびそのテクトニクス論への寄与」
- 井上明久（工学博士） - 「過冷却金属液体の安定化とバルク金属ガラスの開拓」
- 日向康吉（農学博士）・磯貝彰（農学博士） - 「アブラナ科植物の自家不和合性にかかわる自他識別機構の研究」
- 関谷剛男（薬学博士） - 「核酸の高次構造を利用したゲノム情報解析」
- 鈴木邦彦（M.D.） - 「遺伝性神経疾患、特にスフィンゴリピドーシスの病理機序に関する研究」

### 第93回（2003年/平成15年）
- 柳田充弘（理学博士） - 「細胞周期の制御と染色体分配の機構」（恩賜賞も受賞）
- 辛島昇（博士（文学）） - 「History and Society in South India: The Cholas to Vijayanagar」
- 野村真理（博士（社会学）） - 「ウィーンのユダヤ人―一九世紀末からホロコースト前夜まで―」
- 深谷賢治（理学博士） - 「微分幾何学の研究」
- 伊藤公一（理学博士）・岩村秀（理学博士）・木下實（理学博士） - 「分子性磁性体の研究」
- 妹尾泰利（工学博士） - 「遠心式ターボ機械内の流れに関する流体力学的研究」
- 岡田吉美（理学博士） - 「植物ウイルスRNA遺伝子の分子生物学的解析と農業への応用」
- 岡本宏（医学博士） - 「実験糖尿病の発症とその防止に関する研究」
- 遠藤實（医学博士） - 「筋細胞におけるカルシウム・イオン動員機構に関する研究」

### 第94回（2004年/平成16年）
- 須磨千頴 - 「賀茂別雷神社境内諸郷の復元的研究」（恩賜賞も受賞）
- 安元健（農学博士） - 「海洋生物毒の化学とそれらの毒物の海洋生態系における動態解析」（恩賜賞も受賞）
- 間野英二（文学博士） - 「バーブルとその時代」
- 中村隆英 - 「A History of Shōwa Japan, 1926-1989」
- 金森博雄（理学博士） - 「地震発生機構の物理的解明についての研究」
- 辻二郎（Ph.D.）・鈴木章（理学博士） - 「パラジウム触媒を活用する新有機合成反応の研究」
- 藤嶋昭（工学博士） - 「半導体光触媒反応の研究」
- 月田承一郎（医学博士） - 「上皮細胞間バリアーの分子基盤の解明」
- 野本明男（薬学博士・医学博士） - 「ポリオウイルスの複製と病原性の研究」

### 第95回（2005年/平成17年）
- 加藤和也（理学博士） - 「数論幾何学の研究」（恩賜賞も受賞）
- 塩川徹也（博士（フランス文学）） – 「パスカル考」
- 木村周市朗（博士（社会学）） - 「ドイツ福祉国家思想史」
- 清川雪彦（博士（経済学）） - 「アジアにおける近代的工業労働力の形成―経済発展と文化ならびに職務意識―」
- 中村卓史（理学博士） – 「ブラックホールの形成と重力波放出の理論的研究」
- 榊裕之（工学博士）・大野英男（工学博士） – 「半導体ナノ構造による電子の量子制御と強磁性の研究」
- 喜田宏（獣医学博士） - 「インフルエンザ制圧のための基礎的研究―家禽、家畜およびヒトの新型インフルエンザウイルスの出現機構の解明と抗体によるウイルス感染性中和の分子的基盤の確立―」
- 北村幸彦 – 「KIT受容体を介した肥満細胞とカハール介在細胞の分化と癌化」
- 柴﨑正勝（薬学博士） - 「不斉分子触媒の創製と医薬化学への展開に関する研究」

### 第96回（2006年/平成18年）
- 成宮周（医学博士） - 「プロスタグランジン受容体の研究」（恩賜賞も受賞）
- 岩原紳作（博士（法学）） - 「電子決済と法」
- 鈴村興太郎（経済学博士） - 「厚生経済学における厚生主義的帰結主義の克服」
- 又賀曻（理学博士） - 「光励起分子の分子間相互作用と化学反応ダイナミクスの研究」
- 大隅良典（理学博士） - 「オートファジーの分子機構と生理機能の研究」
- 鈴木厚人（理学博士） - 「反ニュートリノ科学の研究」
- 坂村健（工学博士） - 「高リアルタイム性能を有するコンピュータ体系の研究」
- 掘越弘毅（農学博士） - 「好アルカリ性微生物の発見と、その生理および応用に関する研究」
- 和賀井敏夫（医学博士） - 「超音波診断法の創始と発展に関する研究」

### 第97回（2007年/平成19年）
- 秀村選三（経済学博士） - 『幕末期薩摩藩の農業と社会－大隅国高山郷士守屋家をめぐって－』（恩賜賞も受賞）
- 審良静男（医学博士） - 「自然免疫による病原体認識とシグナル伝達」（恩賜賞も受賞）
- 杉山正明（博士（文学）） - 『モンゴル帝国と大元ウルス』
- 平朝彦（Ph.D.） - 「プレート沈み込み帯の付加作用による日本列島形成過程の研究」
- 川路紳治（理学博士） - 「2次元電子系の実験的研究」
- 山本尚（Ph.D.）・玉尾皓平（工学博士） - 「有機典型元素化合物の高配位能を活用した化学反応性と物性の開拓」
- 堀幸夫（工学博士）・加藤康司（工学博士） - 「トライボロジーに関する研究」
- 丸山利輔（農学博士） - 「蒸発散と流出機構に基づく広域水需給分析に関する研究」
- 宮下保司（医学博士） - 「連想記憶ニューロンの発見と大脳認知記憶システムの解明」

### 第98回（2008年/平成20年）
- 諸熊奎治（工学博士） - 「分子の構造・機能・反応設計に関する理論的研究」（恩賜賞も受賞）
- 保坂高殿 - 『ローマ帝政初期のユダヤ・キリスト教迫害』
- 大竹文雄（博士（経済学）） - 『日本の不平等』
- 藤吉好則（理学博士） - 「極低温電子顕微鏡の開発による膜タンパク質の構造決定」
- 中井直正（理学博士） - 「水メーザー源のVLBI観測による活動銀河中心核と巨大質量ブラックホールの研究」
- 長谷川晃（Ph.D.・理学博士） - 「ファイバー中の光ソリトンの発見とプラズマ乱流の自己組織化に関する研究」
- 大山莞爾（農学博士） - 「植物核外ゲノム及び性染色体の遺伝子構成と分子進化に関する研究－ゼニゴケゲノムを中心として－」
- 寒川賢治（理学博士） - 「新しい生理活性ペプチドの発見とその基盤的研究－グレリンを中心として－」
- 永井美之（医学博士） - 「パラミクソウイルス病原性の分子基盤の解明と新規発現ベクターの創出」

### 第99回（2009年/平成21年）
- 村上哲見（文学博士） - 「宋詞に関する研究」（恩賜賞も受賞）
- 江口徹（理学博士） - 「数理物理学的な手法による素粒子論の研究」（恩賜賞も受賞）
- 川人貞史（博士（法学）） - 『選挙制度と政党システム』および『日本の国会制度と政党政治』
- 安藤隆穂（経済学博士） - 『フランス自由主義の成立—公共圏の思想史』
- 竜田邦明（工学博士） - 「糖質を用いる多様な天然生理活性物質の全合成」
- 矢川元基（工学博士）・渡邊貞（博士（情報科学）） - 「大規模・高精度計算科学に関する研究」
- 武田和義（農学博士） - 「イネ科作物の遺伝資源学の確立とその実践的貢献」
- 清水孝雄（医学博士） - 「生理活性脂質と膜脂質代謝に関する研究」
- 御子柴克彦（医学博士） - 「細胞内カルシウム制御機構の研究」

### 第100回（2010年/平成22年）
- 表章（博士（文学）） - 「能楽史の研究」（恩賜賞も受賞）
- 山中伸弥（博士（医学）） - 「人工多能性幹細胞（iPS細胞）の樹立」（恩賜賞も受賞）
- 梅原郁（文学博士） - 「宋代司法制度研究」
- 斎藤修（経済学博士） - 「比較経済発展論―歴史的アプローチ―」
- 黒岩常祥（理学博士） - 「ミトコンドリアと葉緑体の分裂・遺伝様式に関する基本機構の発見」
- 佐藤勝彦（理学博士） - 「加速的宇宙膨張理論の研究」
- 村井眞二（工学博士）・村橋俊一（工学博士） - 「遷移金属分子触媒による有機化合物の骨格形成法と修飾法の開拓」
- 大類洋（農学博士）・北原武（農学博士） - 「新規生物機能性分子の創製とその応用に関する研究」
- 田中啓二（医学博士） - 「プロテアソーム（蛋白質分解酵素複合体）の構造と機能に関する研究」

### 第101回（2011年/平成23年）
- 佐竹明（神学博士） - 「『ヨハネの黙示録』の研究」（恩賜賞も受賞）
- 宮田秀明（工学博士） - 「船舶の非線形造波に関する研究」（恩賜賞も受賞）
- 庄垣内正弘（博士（文学）） - 「ウイグル文アビダルマ論書の文献学的研究」
- 佐藤恒雄（博士（文学）） - 「藤原為家研究」
- 木庭顕 - 「法存立の歴史的基盤」
- 望月拓郎（博士（理学）） - 「純ツイスターD-加群の研究」
- 廣瀬敬（博士（理学）） - 「マントル最深部の物質とダイナミクスに関する研究」
- 谷口直之（医学博士） - 「糖鎖生物学、とくにN-結合型糖鎖の病気での重要性についての先駆的業績」
- 宮園浩平（医学博士） - 「がん細胞における細胞シグナルとその制御機構に関する研究」

### 第102回（2012年/平成24年）
- 吉川一義（博士（フランス文学）） - 「Proust et l'art pictural」（『プルーストと絵画芸術』）（恩賜賞も受賞）
- 難波啓一（工学博士） - 「生体超分子の立体構造と機能の解明」（恩賜賞も受賞）
- 中西聡（博士（経済学）） - 『海の富豪の資本主義―北前船と日本の産業化』
- 梶田隆章（理学博士） - 「大気ニュートリノ振動の発見」
- 高柳邦夫（理学博士） - 「超高真空電子顕微鏡によるナノ構造の研究」
- 木村孟（工学博士） - 「地盤の力学挙動に関する研究」
- 佐藤文彦（農学博士）・熊谷英彦（農学博士） - 「代謝工学的研究に基づく植物二次代謝産物イソキノリンアルカロイドの微生物による生産」
- 二井將光（薬学博士） - 「生物エネルギー生産（転換）機構の研究」
- 坂口志文（医学博士） - 「制御性T細胞による免疫応答制御」

### 第103回（2013年/平成25年）
- 松浦純 - 「Martin Luther: Erfurter Annotationen 1509-1510/11」（『マルティン・ルター：エルフルト期注記集　1509-1510/11』）（恩賜賞も受賞）
- 十倉好紀（工学博士） - 「強相関電子材料の物性研究」（恩賜賞も受賞）
- 興膳宏（文学博士） - 「中国文学理論の研究」
- 巽和行（工学博士） - 「還元系金属酵素活性中心の生物無機化学に関する研究」
- 家正則（理学博士） - 「初期宇宙の研究」
- 中沢正隆（工学博士） - 「エルビウム光ファイバ増幅器の実現とそれを用いた光通信の高度化に関する貢献」
- 佐藤英明（農学博士） - 「哺乳動物における卵子形成の制御機構に関する研究」
- 鍋島陽一（医学博士） - 「Klotho familyの発見とその分子機能の解析を基盤とした生体恒常性維持機構の研究」
- 門脇孝（医学博士） - 「2型糖尿病・メタボリックシンドロームの分子基盤に関する研究」

### 第104回（2014年/平成26年）
- 赤﨑勇（工学博士） - 「高品質GaN系窒化物半導体単結晶の創製とp–n接合青色発光デバイスの発明」（恩賜賞も受賞）
- 寺西重郎（経済学博士） - 「戦前期日本の金融システム」
- 近藤孝男（理学博士） - 「シアノバクテリア概日時計の再構成と計時機構の研究」
- 中島啓（理学博士） - 「幾何学的表現論と数理物理学」
- 首藤伸夫（工学博士） - 「津波防災の総合的研究」
- 岡本佳男（理学博士） - 「らせん高分子の精密合成、構造、機能に関する研究」
- 森敏（農学博士）・西澤直子（農学博士） - 「イネ科植物の鉄栄養に関わる分子機構の解明と育種への応用」（共同研究）
- 田中紘一（医学博士） - 「生体肝移植の基礎研究および臨床開発と展開に関する研究」
- 山本雅之（医学博士） - 「生体の環境ストレス応答の分子機構の解明」

### 第105回（2015年/平成27年）
- 細野秀雄（工学博士） - 「無機電子機能物質の創製と応用に関する研究」（恩賜賞も受賞）
- 志茂碩敏（文学博士） - 「モンゴル帝国史研究」
- 鈴木啓介（理学博士） - 「高次構造天然有機化合物の合成に関する研究」
- 近藤豊（理学博士） - 「地球大気環境科学の研究」
- 牧島一夫（理学博士） - 「Ｘ線観測による中性子星の強磁場の研究」
- 香取秀俊（博士（工学）） - 「光格子時計の発明とその開発」
- 吉田稔（農学博士） - 「微生物由来活性物質を用いる真核生物の遺伝子発現機構の解析と創薬への応用」
- 満屋裕明（医学博士） - 「HIV-1感染症とエイズに対する治療法の研究・開発」
- 鈴木雅洲（医学博士） - 「ヒト体外受精・胚移植の確立と普及に関する研究」

### 第106回（2016年/平成28年）
- 森和俊（薬学博士） - 「小胞体ストレス応答の発見と解明」（恩賜賞も受賞）
- 河内良弘（文学博士） - 「滿洲語辞典」
- 宮本憲一（経済学博士） - 「戦後日本公害史論」
- 西田栄介（理学博士） - 「MAPキナーゼ並びに関連シグナル伝達経路の分子機構と機能の解明」
- 森田浩介（理学博士） - 「113番超重元素の発見」
- 井上博允（工学博士） - 「感覚と知能を持つロボットの基盤技術の開拓」
- 北川進（工学博士） - 「多孔性金属錯体材料の創製と応用に関する研究」
- 河岡義裕（獣医学博士） - 「インフルエンザウイルスの病原性の分子基盤解明とその制圧のための研究」
- 三品昌美（工学博士） - 「シナプス分子と記憶・学習に関する研究」

### 第107回（2017年/平成29年）
- 長谷川昭（理学博士） - 「沈み込み帯のテクトニクスに関する地震学的研究」（恩賜賞も受賞）
- 奈良澤由美（文学博士） - 「南ガリアのキリスト教祭壇：5世紀から12世紀まで」
- 清水展（社会学博士） - 「草の根グローバリゼーション—世界遺産棚田村の文化実践と生活戦略」
- 高崎史彦（理学博士） - 「B中間子系におけるCP対称性の破れの研究」
- 荒川泰彦（工学博士） - 「量子ドットとその光素子応用に関する研究」
- 横堀壽光（工学博士） - 「メゾスケール力学に基づく材料の疲労および時間依存型強度学の基礎理論とその実用に関する研究」
- 難波成任（農学博士） - 「植物病原性細菌ファイトプラズマに関する分子生物学的研究」
- 戸田達史（医学博士）・遠藤玉夫（医学博士） - 「福山型筋ジストロフィーを含めた糖鎖合成異常症の系統的な解明と新しい糖鎖の発見」（共同研究）
- 北村惣一郎（医学博士） - 「心臓外科新領域の開発と普及：小児冠動脈再建手術」

### 第108回（2018年/平成30年）
- 松村剛（文学博士） - 「Dictionnaire du français médiéval」（恩賜賞も受賞）
- 豊島近（理学博士） - 「原子構造に基づくイオンポンプ作動機構の解明」（恩賜賞も受賞）
- 三佐川亮宏（文学博士） - 「ドイツ史の始まり—中世ローマ帝国とドイツ人のエトノス生成—」
- 楠岡成雄（理学博士） - 「確率解析と数理ファイナンスの研究」
- 丸岡啓二（理学博士） - 「キラル相間移動触媒の創製」
- 相田卓三（工学博士） - 「革新的ソフトマテリアルの精密階層設計に関する研究」
- 堀江武（農学博士） - 「アジア稲作に及ぼす地球温暖化の影響に関するシステム農学的研究」
- 長野哲雄（薬学博士） - 「蛍光特性制御原理の解明およびバイオイメージングへの応用に関する研究」
- 清野進（医学博士） - 「インスリン分泌を制御するシグナル伝達の分子機構に関する研究」

### 第109回（2019年/平成31年）
- 藤田誠（工学博士） - 「結晶スポンジ法—Ｘ線構造解析の革新と分子科学技術への展開」（恩賜賞も受賞）
- 山崎志郎 - 「太平洋戦争期の物資動員計画」
- 平間正博（理学博士） - 「シガトキシンを始めとする複雑な構造を有する生理活性天然物の全合成研究」
- 常田佐久（理学博士） - 「太陽観測衛星による太陽電磁流体現象の研究」
- 永嶺謙忠（理学博士） - 「ミュオンラジオグラフィーの開拓と大規模構造体の非破壊的研究」
- 藤野陽三（Ph.D.） - 「長大な構造物の振動現象の解明と制御」
- 磯貝明（農学博士） - 「植物由来の完全分散化セルロースナノファイバーに関する研究」
- 長澤丘司（医学博士） - 「造血幹細胞と造血、骨を維持する骨髄微小環境の解明」
- 高柳広（医学博士） - 「骨の研究と免疫学の融合を目指すOsteoimmunologyの研究」

### 第110回（2020年/令和2年）
- 斎藤通紀（医学博士） - 「生殖細胞の発生機構の解明とその試験管内再構成」（恩賜賞も受賞）
- 田口正樹 - 「Königliche Gerichtsbarkeit und regionale Konfliktbeilegung im deutschen Spätmittelalter: Die Regierungszeit Ludwigs des Bayern (1314-1347)　（『ドイツ中世後期の国王裁判権と地域における紛争解決：ルートヴィヒ・デア・バイアーの治世（1314年-1347年）』）」
- 神林龍（博士（経済学）） - 「正規の世界・非正規の世界—現代日本労働経済学の基本問題」
- 川合眞紀（理学博士） - 「単一分子分光を用いた固体表面上での化学反応の研究」
- 小嶋稔（理学博士） - 「希ガスの地球惑星化学」
- 岡田恒男（工学博士） - 「既存建築物の耐震性能評価と性能改善技術の開発に関する一連の研究」
- 喜連川優（工学博士） - 「大規模高性能データベースシステムの理論と応用に関する先駆的研究」
- 佐野輝男（農学博士） - 「ウイロイドに関する研究」
- 間野博行（医学博士） - 「EML4-ALKがん遺伝子の発見とがんゲノム医療の先導」

### 第111回（2021年/令和3年）
- 藤本幸夫 - 『日本現存朝鮮本研究 史部』（恩賜賞も受賞）
- 石井志保子（理学博士） - 「特異点に関する多角的研究」（恩賜賞も受賞）
- 宮脇敦史（医学博士） - 「生命現象の時空間制御の解明を目指したバイオイメージング技術の開発研究」
- 小林駿介（工学博士）・内田龍男（工学博士） - 「液晶の物性解明と高性能液晶ディスプレイの研究」
- 久田俊明（工学博士）・杉浦清了（医学博士） - 「マルチスケール・マルチフィジックスシミュレーションのヒト心臓等への適用とその医学への応用」
- 神谷勇治（農学博士） - 「植物成長ホルモンの生合成と制御に関する研究」
- 一條秀憲（歯学博士） - 「ASKファミリーを基軸としたストレス応答機構の解明」
- 岩井一宏（医学博士） - 「直鎖状ユビキチン鎖の発見とその炎症応答制御に関する研究」

### 第112回（2022年/令和4年）
- 河西春郎（医学博士） - 「大脳シナプスの形態可塑性法則の発見」（恩賜賞も受賞）
- 武田晴人（経済学博士） - 『日本経済の発展と財閥本社―持株会社と内部資本市場』
- 侯召民（工学博士） - 「有機希土類化学の創成と新しい合成手法の開拓」
- 齊藤英治（博士（工学）） - 「スピン流物理学の先駆的研究」
- 阿部彩子（理学博士） - 「氷期―間氷期サイクル10万年周期の機構の解明」
- 川人光男（工学博士） - 「計算論的神経科学による脳機能の解明とブレインマシンインタフェースの開発」
- 野田進（工学博士） - 「フォトニック結晶による光制御法の極限的開拓と半導体レーザ高度化への応用」
- 村上章（農学博士） - 「カルマンフィルタによる逆解析法の展開と地盤工学への応用に関する研究」
- 白土博樹（医学博士） - 「がんの動体追跡放射線治療・粒子線治療に関する医理工学研究」

### 第113回（2023年/令和5年）
- 原昌宏 - 「QRコード・システムの開発とその世界的普及への貢献」（恩賜賞も受賞）
- 岩橋勝（経済学博士） - 「近世貨幣と経済発展」
- 篠崎一雄（理学博士）・ 篠崎和子（理学博士） - 「植物の環境ストレス応答と耐性獲得に関する制御ネットワークの研究」
- 幾原雄一（工学博士）・柴田直哉（博士（工学）） - 「最先端電子顕微鏡法の開発とナノ界面工学への貢献」
- 中村泰信（工学博士）・蔡兆申（理学博士） - 「超伝導量子ビットとその量子制御に関する先駆的研究」
- 長澤寛道（農学博士） - 「バイオミネラリゼーションの制御機構に関する生物有機化学的研究」
- 藤木幸夫（農学博士） - 「ペルオキシソームの創生機構と欠損症研究によるオルガネラ病概念の確立」
- 狩野方伸（博士（医学）） - 「神経回路の活動依存的機能調節の研究」

### 第114回（2024年/令和6年）
- 菊地重仁（Ph. D.） - 「Herrschaft, Delegation und Kommunikation in der Karolingerzeit. Untersuchungen zu den Missi dominici (751–888)（『カロリング朝時代の支配、委任、コミュニケーション ミッシ・ドミニキ（751－888年）の研究』）」（恩賜賞も受賞）
- 小原一成（博士（理学）） - 「プレート境界における深部低周波微動の発見とスロー地震学への発展」（恩賜賞も受賞）
- 安藤宏（博士（文学）） - 『太宰治論』
- 宮崎聡（博士（理学））・大栗真宗（博士（理学）） - 「重力レンズ効果を用いた宇宙論研究の開拓推進」
- 宮坂力（工学博士） - 「感光性ペロブスカイト結晶を用いる有機無機ハイブリッド太陽電池の創成」
- 菅裕明（Ph. D.）- 「特殊ペプチド創薬の開拓への貢献」
- 清水昌（農学博士） - 「微生物の新規機能の探索と有用物質生産への応用に関する研究」
- 上田龍三（医学博士） - 「成人T細胞白血病・リンパ腫に対する抗体医薬開発のトランスレーショナル・リサーチ」
- 清野宏（医学博士） - 「齲蝕ワクチンの研究から始まった粘膜免疫学の創生と経口・経鼻ワクチンの開発」

### 第115回（2025年/令和7年）
- 小川誠二（理学博士） - 「機能的磁気共鳴画像法の基本原理の発見及び脳科学への展開」（恩賜賞も受賞）
- 森元庸介（博士（哲学）） - 「La légalité de l’art. La question du théâtre au miroir de la casuistique （『芸術の合法性　決疑論が映し出す演劇の問い』）」
- 阿部武司（経済学博士） - 「日本綿業史—徳川期から日中開戦まで」
- 倉谷滋(理学博士） - 「脊椎動物の形態進化のしくみを解明する発生学的研究」
- 硤合憲三(理学博士） - 「不斉自己触媒反応の発見とホモキラリティーの成立起源に関する研究」
- 中村仁彦(工学博士） - 「人型ロボットの運動の計算と制御に関する基礎研究」
- 吉田久美(博士（農学）） - 「アントシアニンによる青色花色発現機構の研究」
- 岡部繁男(博士（医学）） - 「可視化技術の開発による神経回路形成機構の研究」
- 服部信孝(博士（医学）） - 「遺伝子解析を基盤としたパーキンソン病の発症機構解明」